# The Greene Murder Case (film)
The Greene Murder Case è un film del 1929 diretto da Frank Tuttle, tratto dal romanzo La fine dei Greene di S. S. Van Dine.

## Trama
Detective dilettante, Philo Vance viene chiamato dal procuratore distrettuale a indagare sul delitto che ha visto come vittima il ricco ed eccentrico Chester Greene. Si sospetta che il colpevole possa essere uno degli appartenenti alla famiglia di Greene, un clan attraversato da odio e rancore. Il mistero verrà risolto ma non prima che altri due Greene restino uccisi dalla mano dell'omicida che morirà a sua volta cadendo nelle gelide acque dell'East River.

## Produzione
Il film fu prodotto dalla Paramount Pictures (con il nome Paramount Famous Lasky Corporation).

## Distribuzione
Distribuito dalla Paramount Pictures, uscì nelle sale cinematografiche statunitensi l'11 agosto 1929.